# Mount Agamemnon
Mount Agamemnon ist ein 2575 m hoher, verschneiter Berg auf der Anvers-Insel im Palmer-Archipel. Er markiert das südliche Ende der Achaean Range. Er gehört zum Massiv des Mount Français, besitzt jedoch 1,5 km westlich des Hauptgipfels einen eigenen Gipfel.
Vermessungen des Berges führte der Falkland Islands Dependencies Survey 1944 und 1955 durch. Das UK Antarctic Place-Names Committee benannte ihn nach dem griechischen König Agamemnon aus Homers Ilias.